# Megadeth
Megadeth es una banda estadounidense de thrash metal, formada en Los Ángeles, California. Fue creada en 1983 por Dave Mustaine (vocalista, guitarrista y compositor principal), después de que fuera expulsado de Metallica, donde ocupaba el puesto de guitarrista principal. Es comúnmente mencionada como una de los cuatro grandes del thrash metal, junto a Metallica, Slayer y Anthrax.
Megadeth ha tenido varios cambios en sus componentes, siendo Mustaine el único miembro permanente y el principal compositor; le sigue en duración el bajista y cofundador David Ellefson, que ha participado en la mayoría de sus álbumes y giras musicales. El grupo se disolvió en 2002 después de que Mustaine sufriese una grave lesión en los nervios de su brazo izquierdo como consecuencia de dormirse sobre él, pero tras una intensa terapia física, el guitarrista reunió al grupo musical en 2004. En todo este tiempo, el grupo ha lanzado dieciséis álbumes de estudio, tres EP y dos álbumes en vivo.
Megadeth ha logrado obtener varios discos de platino y de oro (seis seguidos en Estados Unidos), incluido el álbum multiplatino y nominado al Grammy, Countdown to Extinction, en 1992. Ha recibido en total doce nominaciones a los premios Grammy y obtuvo uno en 2017 por la canción «Dystopia» del álbum homónimo. Además, ha figurado varias veces en el top 10 de las listas de Billboard, vendiendo más de 38 millones de copias en todo el mundo.
El 14 de agosto de 2025, Dave Mustaine anunció que su próximo álbum y gira de 2026 serán los últimos. 

## Historia

### Comienzos (1983-1984)

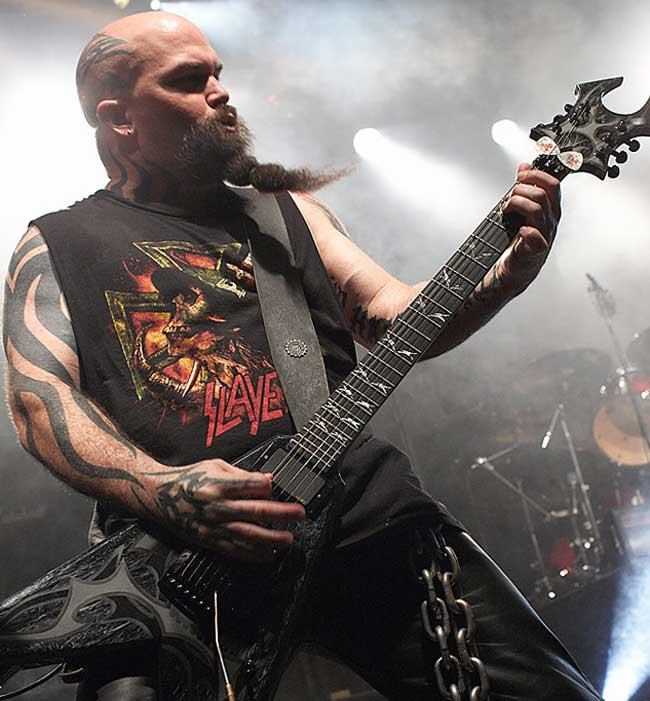
Kerry King, guitarrista de Slayer, antiguo miembro de Megadeth.

Dave Mustaine fue el guitarrista líder de la banda Metallica cuando se formó en 1981.
Fue integrante durante un año y ayudó en la composición de algunas de las primeras canciones del grupo.
Sin embargo, antes de que grabasen su álbum debut, Mustaine fue expulsado de la banda por abuso de narcóticos y constantes conflictos con James Hetfield y Lars Ulrich.
Dos meses después, Mustaine y el bajista David Ellefson formaron Megadeth en Los Ángeles.
Mustaine quería por encima de todo que su nueva banda tocase más duro y más rápido que Metallica.
Según el mismo Mustaine, el nombre "Megadeth" representa la aniquilación del poder establecido.
En realidad es un error ortográfico de "megadeath", que significa un millón de muertes por explosión nuclear.
El nombre se le ocurrió gracias a un panfleto del senador californiano Alan Cranston que Mustaine encontró en el suelo de un autobús poco después de que Metallica lo echase del grupo.
En el panfleto se podía leer: "No podemos sacudirnos el arsenal de megamuerte, indistintamente de cómo evolucionen los tratados de paz".
A pesar de su entusiasmo, a Mustaine le costó bastante trabajo encontrar al resto de músicos.
Ellefson y él audicionaron a unos quince bateristas, esperando encontrar a alguien que entendiese los cambios de métrica de su música. Mientras tanto, Kerry King de Slayer se unió como guitarrista líder.
Finalmente seleccionaron a Lee Rausch como baterista y decidieron que Mustaine cantase después de seis infructuosos meses de búsqueda.
Mustaine era el principal compositor de la banda y guitarra rítmica y líder.
En 1984, Megadeth grabó un demo de tres canciones en formato casete con Mustaine, Ellefson y Rausch como únicos integrantes.
El demo contenía versiones preliminares de "Last Rites/Loved to Death", "The Skull Beneath the Skin" y "Mechanix"; todas ellas aparecen posteriormente en su álbum debut Killing Is My Business... And Business Is Good!.
Después de varias actuaciones a lo largo de 1984, Megadeth prescindió de Rausch en detrimento del baterista de jazz fusion Gar Samuelson.
Posteriormente, en diciembre se unió el guitarrista Chris Poland.
Después de considerar varias discográficas, Mustaine firmó contrato con Combat Records, el sello independiente que más dinero ofreció a Megadeth para la grabación de un disco y su posterior gira.

### Killing Is My Business… And Business Is Good!(1985-1986)
En 1985, Combat Records le entregó a la banda 8000 dólares para grabar y producir su álbum debut. Después de gastar gran medida del dinero en drogas, alcohol y comida, la banda despidió al productor original y terminaron el disco de forma independiente.
A pesar de su sonido lo-fi, Killing Is My Business... and Business Is Good! obtuvo cierto éxito en los circuitos de metal underground tras su lanzamiento en verano, y eso atrajo la atención de varias discográficas multinacionales.
El musicólogo Joel McIver alabó su "feroz técnica" y afirmó que el álbum "subió el listón para toda la escena de thrash metal del momento, forzando a los guitarristas a tocar con más precisión y más potencia".
La portada del disco marcó también el debut de la mascota de la banda Vic Rattlehead, que después apareció de forma habitual en sus portadas posteriores.
Killing Is My Business… and Business Is Good! contiene "Mechanix", una de las canciones que Mustaine compuso mientras estaba en Metallica.
A pesar de que Mustaine pidió a la banda que no usasen nada que él hubiese compuesto, Metallica grabó una versión alternativa titulada "The Four Horsemen", con un tempo más lento y una sección melódica.
El disco también contiene una versión de la canción de Nancy Sinatra "These Boots Are Made for Walkin'", con un tempo mucho más acelerado y una letra modificada.
Esta versión de Megadeth causó cierta controversia en los años 1990, cuando su compositor original, Lee Hazlewood, dijo que los cambios introducidos por Mustaine eran "viles y ofensivos".
Bajo amenaza de acciones legales, se suprimió de las ediciones publicadas entre 1995 y 2001.
A mediados de 1985, Megadeth comenzó, junto a la banda Exciter, su primera gira estadounidense: el Killing for a Living Tour. Poland tocó en el comienzo de la gira, aunque se marchó a la mitad y fue sustituido por Mike Albert. Poland volvió a Megadeth en octubre, poco antes de comenzar a grabar su segundo disco con Combat Records.

### Peace Sells… But Who's Buying?(1986-1987)

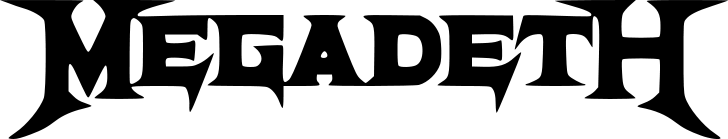
El logotipo de Megadeth apareció por primera vez en su segundo álbum y, desde entonces, ha aparecido en casi todas sus grabaciones.

El episodio de grabación del segundo álbum de la banda fue semejante al primero, ya que Combat Records pagó una baja cantidad a la banda para costearse la producción, lo que hizo recapacitar a la banda cambiándose a Capitol Records, donde se edita Peace Sells... But Who's Buying?, álbum que marcó un antes y un después en el índice de popularidad del grupo: a partir de la edición del álbum, la banda se convierte en una de las más importantes del panorama thrash en Estados Unidos, llegando a vender un millón de discos en su país de origen. "Peace Sells", primer sencillo del disco, fue la canción objeto del primer vídeo de la banda, y alcanzó bastante popularidad en la MTV. Además, la portada del trabajo es la primera que incorpora la mascota de la formación, llamada Vic Rattlehead con el edificio de las Naciones Unidas destruido por un ataque nuclear a su espalda.
En esta época abren en la gira de Alice Cooper, además de compartir cartel en Gran Bretaña con bandas como Overkill o Necros.
Después de la gira correspondiente al álbum, Chris Poland y Gar Samuelson son despedidos de la formación debido a su elevada drogadicción, supuestamente por vender parte del material de la banda durante la gira para satisfacer su adicción a las drogas.
Fueron sustituidos por Chuck Behler y Jeff Young, quienes se unieron a la banda seis semanas antes de empezar a grabar el que sería su tercer álbum, So Far, So Good... So What!, en 1987.

### So Far, So Good… So What!(1988-1989)
La banda pasa cinco meses grabando su nuevo álbum debido a los constantes problemas de Mustaine con las drogas y las discusiones con el productor Paul Lani. Mustaine diría más tarde que "la producción del álbum fue horrible". Lani fue reemplazado por Michael Wagener (aunque en la reedición del álbum, se encuentran algunas canciones editadas por Lani).
Una vez superados todos los problemas, Megadeth lanza al mercado su tercer álbum, So Far, So Good... So What!, en enero de 1988, que llegó rápidamente al disco de platino en Estados Unidos a pesar de las malas críticas iniciales. El disco incluye una canción dedicada al recientemente fallecido bajista de Metallica, Cliff Burton, en accidente de autobús, titulada "In My Darkest Hour", que se convierte pronto en uno de los mayores éxitos de la banda hasta la actualidad. Además, el disco cuenta con una versión de "Anarchy in the U.K." de los Sex Pistols con la letra alterada, hecho luego confirmado por Mustaine, que dijo que las había entendido mal.
La gira de presentación del disco comienza en febrero de 1988, abriendo para Dio y Iron Maiden. Durante ésta, Mustaine advierte problemas entre él y el baterista Chuck Behler, con lo que contrata a Nick Menza para servirle de apoyo en caso del despido del primero. Esto ocurre durante el "Monsters of Rock" de 1988, en el que, después de la primera actuación ante 100 000 personas, Mustaine despide a Behler y Jeff Young, y cancela su participación en el festival y su gira por Australia. Ellefson, tras la gira, ingresa en un programa de rehabilitación, por lo que Mustaine hace lo mismo, aunque este último recaería semanas después.
En 1989, Menza entra a formar parte del grupo de forma permanente, y al no encontrar un sustituto para la guitarra, durante ese tiempo el grupo se establece como un trío. Estando Megadeth conformada por solo tres miembros, es grabado una versión de la canción No More mr. Nice Guy de Alice Cooper. Durante la grabación del video, Mustaine se encontraba tan drogado que no era capaz de cantar y tocar la guitarra al mismo tiempo, por lo que tuvo que grabar ambas partes por separado. Un tiempo después, el líder de la banda es arrestado tras estar conduciendo bajo los efectos de más de 7 drogas, y es obligado a permanecer un tiempo en un programa de rehabilitación.

### Rust In Peace(1990-1991)
Durante el periodo de desintoxicación y sobriedad de Mustaine, este empieza a buscar sustitutos de Young, dando al final con Marty Friedman en 1990 después de barajar nombres como Dimebag Darrell, Joe Holmes o Lee Altus. Un mes después, Megadeth entra en el estudio a grabar su siguiente disco, Rust in Peace, uno de los álbumes más vendidos en la historia de la banda. Mike Clink se convierte en el primer productor de la banda sin ser despedido durante la grabación de un álbum de Megadeth debido al estado de sobriedad que acompañaba a la formación gracias al exitoso programa de rehabilitación que había estado siguiendo Mustaine. El disco, con tintes más progresivos que sus predecesores, sale a la venta el 24 de septiembre de 1990, siendo nominado en 1991 y 1992 a los premios Grammy en la categoría de mejor interpretación de metal.

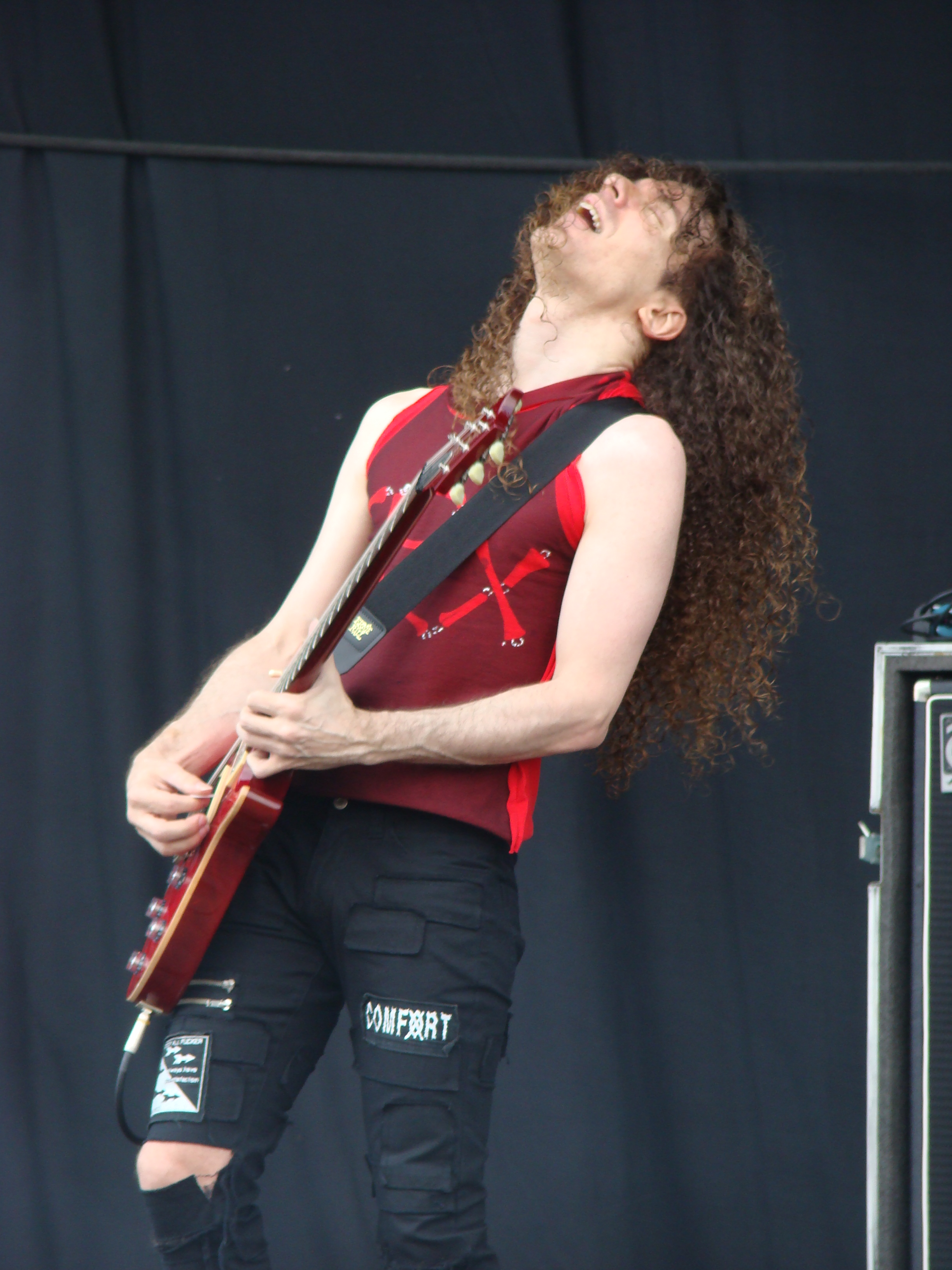
Marty Friedman

Durante 1990, Megadeth se une a Slayer, Testament y Suicidal Tendencies en una gira conjunta, así como a Judas Priest en su exitosa gira Painkiller, la cual acabó con una actuación en la segunda edición de Rock in Rio ante 140 000 personas. En 1991 se une a una gira por los Estados Unidos con Slayer, Anthrax y Alice in Chains. Esta gira estuvo a punto de cancelarse debido a los constantes enfrentamientos de Tom Araya y Dave Lombardo con Dave Mustaine, ya que Dave hizo a la prensa una serie de ataques verbales contra Tom Araya sobre todo tipo de cosas, desde sus hábitos en su tiempo libre hasta su mal olor corporal. Araya le devolvió el ataque con unos cuantos comentarios sobre las inseguridades personales de Dave Mustaine. Pero las peleas terminaron cuando llegaron para hacer un concierto en Phoenix, Arizona. Mustaine entró en los camerinos de Slayer con la mano tendida y pidiendo disculpas por las desagradables observaciones y la prensa negativa que esto había generado. Tras finalizar la gira, Megadeth compuso la canción "Go to Hell" para la banda sonora de la película Bill & Ted's Bogus Journey.

### Countdown To Extinction(1992-1993)
Después de este intenso periodo de conciertos, los integrantes de la banda entran en el estudio para grabar el siguiente disco, Countdown to Extinction, en 1992. El trabajo resultó ser un éxito instantáneo en Estados Unidos, convirtiéndose en el álbum más vendido de la formación al alcanzar el doble disco de platino. Countdown to Extinction se ganó una nominación en la categoría de Mejor Interpretación de Metal en los Grammy de 1993.
A partir de este año, Megadeth gira con grupos como Pantera, Stone Temple Pilots o Suicidal Tendencies. Durante esta gira Mustaine recae en los viejos problemas de adicción a las drogas, rematando la multitudinaria gira en el hospital. Después de siete semanas de rehabilitación, Mustaine dice haberse recuperado definitivamente y vuelve a los escenarios para colaborar con Metallica en una actuación como invitados especiales, lo que significó la primera colaboración entre Mustaine y sus excompañeros desde su despido en 1983. Mustaine declaró al respecto durante la gira que las diferencias habían pasado a la historia. Además, Megadeth graba la canción "Angry Again" para la banda sonora de la película Last Action Hero, que sería posteriormente nominada a un premio Grammy en 1994.
No obstante de su reciente recuperación, En 1993, Mustaine sufre una sobredosis de Valium, muere y es resucitado en el hospital, lo que lo hace regresar a rehabilitación. Tras este episodio, el guitarrista prohíbe a los demás miembros de la banda consumir drogas.
Siguiendo esta aparición con sus antiguos enemigos, Megadeth se embarca en una gira con Aerosmith, que acaba para la banda después de siete conciertos por diferencias contractuales. Después de esta fallida gira, la banda graba "99 Ways to Die" para la banda sonora de la serie Beavis and Butt-Head de MTV, que ganaría otra nominación más a los premios Grammy en 1995.

### Youthanasia(1994-1995)
A principios de 1994, Megadeth compone y graba su siguiente trabajo, Youthanasia, después de diversos problemas con el lugar de grabación del mismo que finalizaron al construir ellos mismos su estudio, "Fat Planet in Hangar 18" en referencia a la canción "Hangar 18" de Rust in Peace.
El disco se lanzó el 1 de noviembre de 1994, alcanzando el disco de oro en Canadá en sólo treinta minutos y el disco de platino más rápido que cualquier otro trabajo anterior de la banda. Esto viene dado por el estilo y arreglos más comerciales y aptos para las emisoras de radio, aunque no se convirtió en el álbum más exitoso del grupo. En este tiempo, Megadeth se convierte en una de las primeras formaciones en montar su propia página web oficial. Para esa época un malentendido hacer creer que una de las canciones del disco, "A Tout Le Monde", habla presuntamente de temas relacionados con el suicidio, con lo que la MTV se negó a emitir su vídeo correspondiente. En 1995, Mustaine entra por 15° y última vez a rehabilitación tras haber caído nuevamente en la heroína.
La gira de apoyo al álbum contó con grupos como Korn, Fear Factory, Alice Cooper y Ozzy Osbourne, con quien versionó el clásico de Black Sabbath, "Paranoid", en el álbum tributo a la banda, titulado Nativity in Black. Este tema fue nominado a un Grammy en 1996, convirtiéndose en la sexta nominación a los premios Grammy en otros tantos años.
Como promoción del trabajo, Megadeth edita Hidden Treasures, un recopilatorio de temas que habían sido incluidos en diversas bandas sonoras de cine o versiones de distintos autores.

### Cryptic Writings(1997-1998)
Después de la agotadora gira Youthanasia, Megadeth se toma un descanso durante 1995, en el que Mustaine trabaja en un proyecto con Lee Ving, vocalista de Fear, llamado MD.45. Por otro lado, la banda contrata a un nuevo mánager, Bud Prager, quien había trabajado anteriormente con Bad Company o Foreigner y que arrastró a la formación a un estilo más comercial, revisando el proceso de composición de su siguiente álbum.
En 1996, el grupo comienza a grabar su siguiente disco, que inicialmente se iba a titular Needles and Pins y que luego se renombró como Cryptic Writings, siendo el primer álbum en el que no aparece la mascota Vic Rattlehead en la portada. Aunque en el lateral del disco aparece parte de la mascota del grupo.
El disco sale a la venta en junio de 1997 en Capitol Records, y se convirtió en el sexto trabajo de Megadeth en ser certificado como álbum de oro en Estados Unidos. La canción "Trust" trepa al puesto más alto alcanzado nunca por una canción de la banda en las listas de sencillos, al llegar a la quinta posición en la lista de éxitos del mainstream. Gracias a ello, el tema ganó una nominación a los premios Grammy como Mejor Interpretación de Metal en 1998. Mustaine dijo del álbum que "se había dividido en tres partes: la primera parte era rápida y agresiva, la siguiente más melódica y la tercera estaba más orientada a música radiofónica, como Youthanasia".
Después de más de un año fuera de los escenarios, Megadeth reaparece en gira con The Misfits en junio de 1997, continuando a lo largo del año con Life of Agony y Coal Chamber. Durante el Ozzfest de 1998, Menza descubre un tumor en la rodilla y es forzado a abandonar la gira para ser operado.[cita requerida] Su sustituto es Jimmy DeGrasso, quien había venido en principio de forma temporal pero que luego se integró en el grupo de forma permanente después de que Mustaine dijese que Menza había "mentido acerca de su cáncer".
El 22 de julio de 1999 se anunció la noticia de la muerte del exbaterista Gar Samuelson a los 41 años. Fue encontrado sin vida en su hogar de Florida por causa de unos problemas derivados de su hígado. En un documental que realizó el canal VH-1 “Behind the music” sobre Megadeth, podrán escuchar de primera mano el testimonio que dan el resto de miembros de Megadeth sobre el propio Gar Samuelson, incluso aparece el mítico guitarrista Chris Poland quien llega a derramar unas cuantas lágrimas al hablar de su amigo Gar.

### Risk(1999-2000)

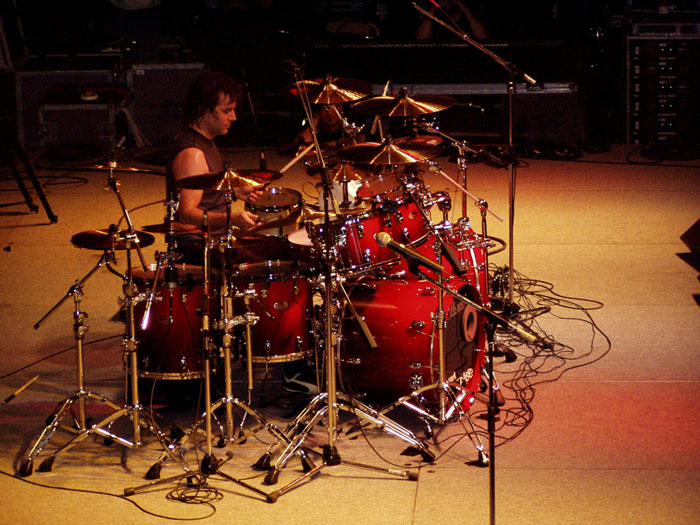
Jimmy DeGrasso

Después de probar las mieles del éxito radiofónico con "Trust", la banda vuelve al estudio con el productor de su anterior disco, Dann Huff, quien produjo su octavo álbum de estudio durante 1999, llamado Risk. Cinco de las doce canciones de las que consta el disco fueron coescritas por el mánager Bud Prager, quien además dio amplios poderes a Huff, reconocido por haber trabajado con numerosas formaciones country. El resultado fue un clamoroso fracaso de crítica y público, perdiendo incluso seguidores anteriores a la publicación del trabajo. Debido a los cinco éxitos seguidos de su predecesor, Cryptic Writings, el grupo incorpora elementos muy radiofónicos que defraudaron a la mayoría de los fanes, llegando a incluir influencias de música disco y dance. Risk fue el primer disco desde Killing Is My Business... que no consigue ser disco de oro en Estados Unidos.
La gira de apoyo del disco contó con la colaboración de Iron Maiden. Pasados tres meses, Marty Friedman anuncia su partida de la formación citando como causa "diferencias musicales". Como reemplazo de Friedman, Mustaine da con Al Pitrelli, ex de Alice Cooper y Savatage, en 2000.
Ese mismo año, Megadeth retorna al estudio para la grabación de su noveno álbum, pero la oportunidad de formar parte del Maximum Tour con Anthrax y Mötley Crüe les hace cambiar de opinión, congelando el proceso de grabación y girando después por Norteamérica.
Después de catorce años, Megadeth rompe sus relaciones con Capitol Records, editando un disco recopilatorio de grandes éxitos llamado Capitol Punishment: The Megadeth Years, en el que aparece una de las canciones grabadas anteriormente y que formarían parte de su siguiente disco, The World Needs a Hero.

### The World Needs a Hero(2001-2002)
En noviembre de 2000, Megadeth firma con una nueva compañía discográfica, Sanctuary Records, y regresa a los estudios de grabación en octubre agregándole los toques finales a su siguiente álbum, del cual ya habían grabado la mayor parte antes de actuar en el Maximum Rock. Después de la abrumadora respuesta negativa a Risk, Mustaine despide al mánager Bud Prager, y decide ser el productor del siguiente álbum de Megadeth, titulado The World Needs a Hero, que se convertiría en el primer álbum de Megadeth desde Rust in Peace compuesto completamente por Mustaine (con una contribución de All Pitrelli en "Promises"). Fue lanzado el 15 de mayo de 2001. Mientras el álbum marcaba un retorno al clásico estilo de Megadeth tras el fracaso de Risk, algunos críticos dijeron que el álbum tenía pocas expectativas. Posteriormente se lanza el sencillo "Moto-Psycho" que logra llegar al puesto #22 en las listas del Billboard Mainstream Rock charts.
La gira de presentación del álbum contó con AC/DC en Europa y Iced Earth y Endo en Estados Unidos. Sin embargo, fue suspendida después de los atentados del 11 de septiembre. En noviembre, la banda edita su primer DVD en directo, Rude Awakening, con grabaciones de dos conciertos realizados en Arizona, Estados Unidos (en principio, se iba a grabar en Argentina, pero debido a los atentados la banda decidió grabar en los Estados Unidos). Ya en 2002, se remasteriza y reedita el disco debut del grupo, Killing Is My Business... And Business Is Good!.

### Ruptura (2002-2004)
En enero de 2002, Mustaine tuvo que ingresar en el hospital para retirarse un cálculo renal. Mientras estaba en tratamiento, los medicamentos aplicados le causaron dolores, lo que le provocó una recaída. Después de su estancia en el hospital, se trató inmediatamente en un centro médico en el estado de Texas (Estados Unidos). Mientras estaba en dicho centro, Mustaine sufrió una lesión anormal que le causó un severo daño nervioso en su brazo izquierdo. La lesión se produjo al quedarse dormido con el brazo en la parte posterior de una silla, causando una compresión del nervio radial. Se le diagnosticó una neuropatía radial, también conocida como "parálisis de la noche de sábado", que lo dejó incapaz de agarrar o incluso cerrar su mano izquierda.
El 3 de abril de 2002, Mustaine anuncia en una conferencia de prensa que Megadeth se disolvía debido a la lesión en su brazo. En los siguientes meses, Mustaine se somete a una intensa terapia física cinco días a la semana. Lentamente, Mustaine comienza a tocar nuevamente, pero tuvo que «reenseñar» a su mano izquierda.
Para satisfacer las obligaciones del contrato con Sanctuary Records, Megadeth lanza un álbum recopilatorio titulado Still Alive... And Well? el 10 de septiembre de 2002. La primera mitad del álbum tiene las canciones en vivo grabadas en el Web Theatre de Phoenix, Arizona, el 17 de noviembre de 2001, mientras que la segunda mitad del álbum contiene grabaciones de estudio tomadas de The World Needs a Hero.

### The System Has Failed(2004-2005)
Después de su recuperación, Mustaine comienza a trabajar en su primer álbum en solitario. El nuevo material fue grabado con dos músicos de sesión, Vinnie Colaiuta y Jimmy Sloas en octubre de 2003, pero el proyecto se cerró cuando Mustaine agregó un remix y lanza de nuevo su octavo álbum con Capitol Records. Mustaine regrabó algunas partes antiguas que estaban olvidadas o algunas partes que estaban alteradas sin que él lo supiese durante las grabaciones originales.
En mayo de 2004, Mustaine regresa a su proyecto en solitario, pero las obligaciones legales del contrato con la discográfica europea EMI le forzaron a grabar un nuevo álbum bajo el nombre de "Megadeth", razón por la cual decide reformar la banda y contactar con la formación favorita de los fanes de Megadeth, la de Rust In Peace, para grabar de nuevo algunas canciones antiguas. Mientras que el batería Nick Menza acepta, Marty Friedman y David Ellefson no pudieron llegar a un acuerdo con Mustaine. Tiempo después de que el bajista Ellefson rechazase la oferta para regresar a la banda, Mustaine dijo: "David mintió a la prensa, dijo que la lesión en mi brazo era falsa. Nosotros le hicimos una muy buena oferta (para reunirse con la banda) y él dijo que no". El nuevo álbum de la banda sería el primero en donde no participa Ellefson. Para reemplazar a Friedman, Mustaine contrata a un ex componente de la banda, el guitarrista Chris Poland, para participar con los solos del nuevo álbum.
El 14 de septiembre de 2004 Megadeth lanza su álbum The System Has Failed con Sanctuary Records en Estados Unidos y con EMI en Europa. La revista Revolver le da cuatro estrellas y define al álbum como: "El álbum de Megadeth más complejo musicalmente y poderoso desde el lanzamiento de Countdown to Extinction". El álbum debutó en el Billboard en el puesto #18 y fue seguido por el sencillo "Die Dead Enough", que alcanzó el puesto #21 en Estados Unidos en el Mainstream Rock charts. Mustaine advirtió que este sería el último álbum de Megadeth, y que realizaría un tour mundial de despedida, para luego centrarse en su carrera como solista.
Megadeth comenzó el tour mundial, Blackmail the Universe, en octubre de 2004, junto a un nuevo bajista James MacDonough (Iced Earth) y el guitarrista Glen Drover (Eidolon, King Diamond). Mientras se realizaba el tour, el baterista Nick Menza volvió a dividir a la banda, ya que no estaba preparado para soportar un tour completo por los Estados Unidos. Menza fue reemplazado cinco días después del primer concierto por Shawn Drover, hermano del guitarrista Glen Drover, y también ex miembro de la banda Eidolon. La banda realizó el tour por Estados Unidos junto a Exodus, y más tarde lo haría junto a Diamond Head y Dungeon por Europa. En junio de 2005, Capitol Records lanzó un álbum de grandes éxitos de Megadeth, para sustituir a Capitol Punishment, llamado Greatest Hits: Back to the Start, que poseía una nueva versión remixada y remasterizada de los primeros ocho álbumes.

### Gigantour (2005-2006)
En el verano de 2005, Mustaine funda y organiza un festival anual de heavy metal llamado Gigantour. Las bandas que se presentaron para inaugurarlo fueron Dream Theater, Anthrax, Fear Factory, Dillinger Escape Plan, Nevermore, Life of Agony, Symphony X, Dry Kill Logic y Bobaflex. Las actuaciones se realizaron en Montreal y Vancouver, siendo filmadas y grabadas en DVD y CD para ser lanzados en el verano de 2006.
El 9 de octubre de 2005, siguiendo el éxito de The System Has Failed y el tour mundial Blackmail the Universe, Mustaine anuncia un concierto en Argentina para el Pepsi Music Rock Festival. Este concierto fue grabado y lanzado oficialmente en DVD como That One Night: Live in Buenos Aires en marzo de 2007.
En febrero de 2006, el bajista James MacDonough deja la banda por "diferencias personales", siendo remplazado por James LoMenzo, quien había estado trabajando con David Lee Roth, White Lion y Black Label Society. El 16 de marzo de 2006 la nueva formación de Megadeth hizo su debut en el festival "Dubai Desert Rock" en Emiratos Árabes Unidos, junto a Testament y 3 Doors Down.
El 21 de marzo de 2006, Capitol Records lanza dos DVD denominados Arsenal of Megadeth, que incluyen entrevistas, shows en vivo (tanto de antaño como del reciente Gigantour), un archivo de fotos y varios vídeos de la banda. Debido a cuestiones de copyright, canciones de películas, así como vídeos no lanzados por Capitol Records, no fueron incluidos en el DVD; ejemplo de ello son los vídeos del tema "99 Ways to Die", así como los pertenecientes al álbum Risk y a The World Needs a Hero, los cuales no aparecieron en el DVD.

### United Abominations(2007-2008)
En mayo de 2007 Megadeth anuncia la publicación de su undécimo álbum de estudio, United Abominations, que iba a ser lanzado originalmente por Roadrunner Records en octubre de 2006; sin embargo, Mustaine anunció en agosto de 2006 que la banda estaba "poniendo los toques finales al álbum", y su fecha de lanzamiento acabó siendo el 15 de mayo de 2007. United Abominations es el primer álbum de la banda con la formación de los hermanos Glen y Shawn Drover, y James LoMenzo, ex miembro de Black Label Society y White Lion y reemplazo de James MacDonough.
En marzo de 2007, Dave Mustaine anuncia en los foros de la web de Megadeth una nueva versión de "A Tout Le Monde", que iba a ser lanzada en el álbum: en esta cantaría a dúo con la cantante Cristina Scabbia, de Lacuna Coil, convirtiéndose en el primer sencillo del álbum, hasta ser reemplazado por el sencillo "Washington Is Next!". Además se anunció que la edición japonesa del álbum tendrá un cóver de "Out On The Tiles" de Led Zeppelin.

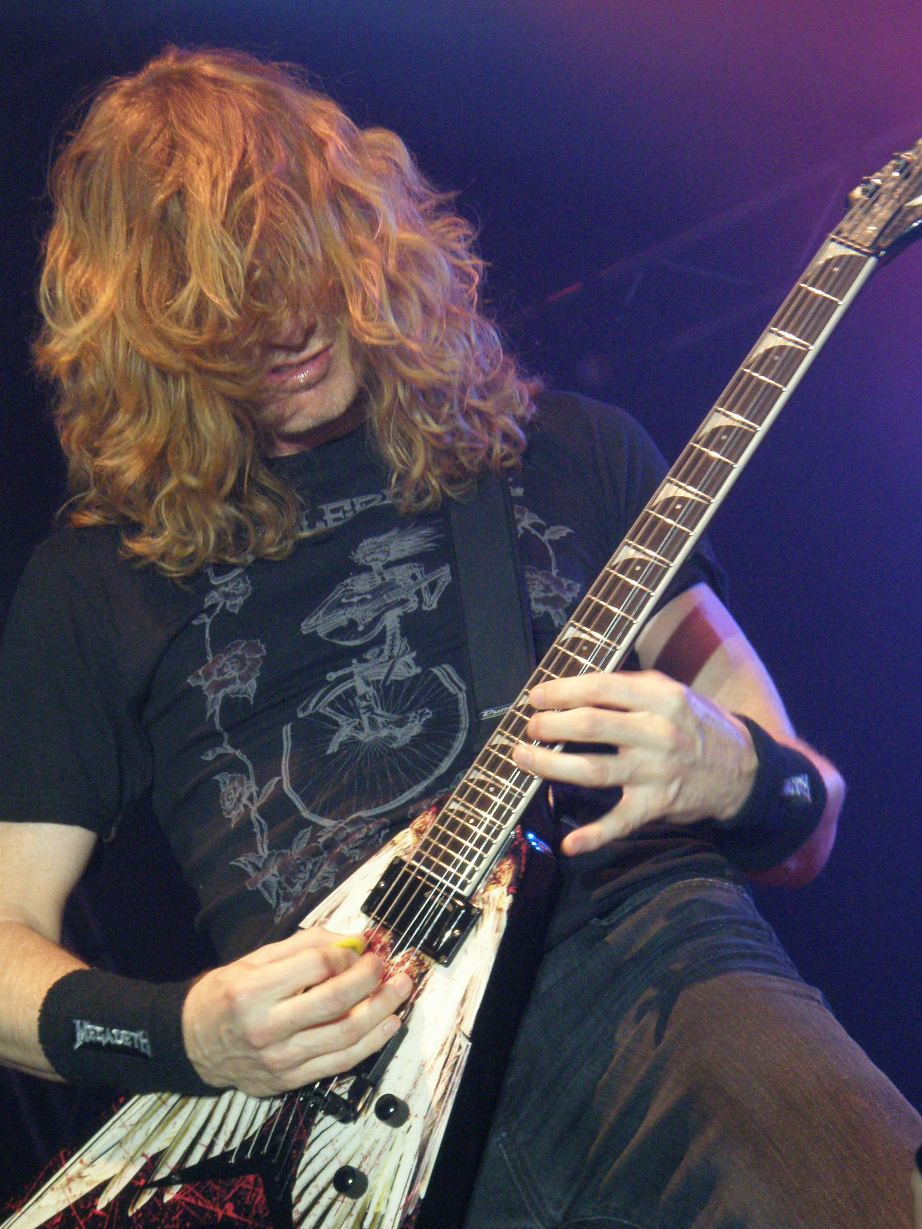
Dave en Zlín, República Checa, marzo de 2008.

El 3 de agosto se develó la nueva portada del álbum, la cual incluye el rediseño de su habitual mascota Vic Rattlehead, además del edificio de las Naciones Unidas siendo destruido por misiles. La portada tiene cierta semejanza con la del álbum Peace Sells... But Who's Buying?, el cual también se muestra al edificio de las Naciones Unidas durante un ataque nuclear.
United Abominations fue lanzado el 15 de mayo de 2007, debutando a la semana siguiente en el puesto #8 del Billboard en Estados Unidos, vendiendo 54,000 copias en la primera semana; este resultado se convierte en el más alto en la semana de publicación de un disco desde la edición de la Youthanasia en 1994.
En marzo de 2007 Megadeth comienza un tour por Canadá y los Estados Unidos como banda telonera de Heaven and Hell, seguido por un festival de verano en Europa. En septiembre de 2007 la banda regresa a Estados Unidos con un nuevo tour "Tour Of Duty" donde continuaron por el Pacífico y Australia.
El 9 de octubre de 2007 se lanza al mercado lo que se conoce como el primer box set de la banda, denominado Warchest (un compendio de 4 CD y 1 DVD, con material inédito en vivo en diferentes presentaciones y algunos comentarios de los miembros de la banda, tres canciones inéditas y la aparición de todos los músicos que han formado parte de Megadeth), así como algunas versiones de clásicos del rock mundial como "Strange Ways" de Kiss, y "It's Electric" de Diamond Head.
A comienzos de 2008, el guitarrista Glen Drover abandona la formación a causa de motivos familiares. Su puesto fue ocupado por Chris Broderick, exmiembro de Nevermore y Jag Panzer. La nueva alineación debutó en directo en Finlandia el 4 de febrero. Al respecto de su salida, Drover expresó: "Estoy al tanto de los rumores de que dejé Megadeth para dedicarme a mi familia. Mi vida familiar siempre ha sido mi prioridad. Al final, no estaba contento con la situación, lo que me hizo querer estar más tiempo con mi familia y darme cuenta de que es el momento de pasar al siguiente capítulo de mi carrera musical. Tengo un montón de buenos recuerdos, y conocí a muchísima gente fabulosa durante este tiempo, tanto fans como gente de la industria".
Mustaine dijo que estaba contento con la decisión de Drover y está satisfecho de que su reemplazo sea Broderick. Mustaine señaló también que Chris lo estaba haciendo "muy bien". Broderick comentó: "Sé que tengo que llenar unos zapatos muy grandes, y lo haré lo mejor posible".

### Endgame(2009-2010)

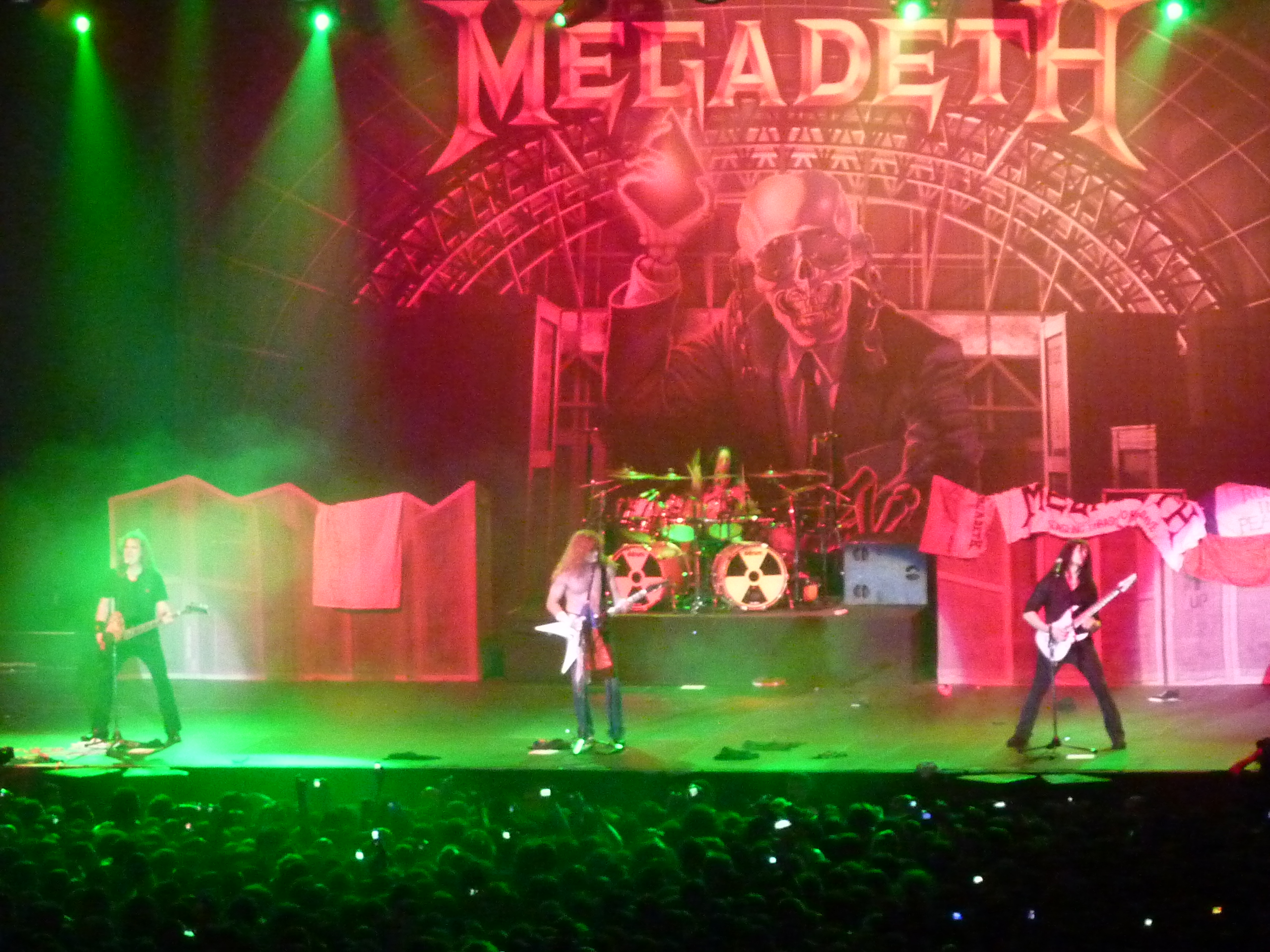
Megadeth actuando en Chile en 2010.

A finales de 2008 Mustaine declaró que la banda estaba preparando un nuevo álbum de estudio desde septiembre de ese año, con la producción de Andy Sneap. En febrero de 2009, Megadeth compartió escenario por Europa con Judas Priest y Testament. Metallica, recién añadidos en el Salón de la Fama del Rock, invitaron a Mustaine a la ceremonia, a pesar de que los organizadores le dijeron que a él no le correspondía el honor de entrar en dicho Salón de la Fama, debido a que sólo se incluye a los miembros debidamente acreditados en los créditos de alguno de los discos de Metallica. Mustaine dio la enhorabuena a la banda y siguió con su compromiso con Judas Priest. En abril del mismo año, Megadeth y Slayer comenzaron el Canadian Carnage, siendo la primera vez que tocaban juntos en más de quince años. Machine Head y Suicide Silence ejercieron de teloneros en los cuatro conciertos de junio.
El disco se terminó de grabar el 19 de mayo, con el título de Endgame y salió a la venta el 15 de septiembre de 2009. Según Mustaine, el título del disco es en honor a la película del mismo nombre dirigida en 2007 por Alex Jones.
Metal Hammer fue la primera publicación en hacer una reseña completa del disco. Megadeth comenzó el Endgame en octubre que finalizó en diciembre. Varios fueron los teloneros para la ocasión; Machine Head, Suicide Silence y Warbringer. En enero de 2010, Megadeth debía comenzar el American Carnage tour junto a Slayer y Testament, pero el mismo tuvo que ser pospuesto debido a la operación de espalda de Tom Araya. Pocas semanas después, Megadeth recibió una nominación como mejor actuación de metal en los Premios Grammy de 2010 por su canción "Head Crusher"; la octava nominación recibida en sus diecinueve años de vida.
En marzo, Megadeth comenzó la gira del vigésimo aniversario de Rust in Peace, que se llevó a cabo en los Estados Unidos junto a Testament y Exodus. Durante la gira, Megadeth tocó el disco Rust in Peace al completo. Antes de comenzar la gira, su bajista original Ellefson volvió a unirse a la banda después de ocho años. En una entrevista para Classic Rock, comentó que Shawn Drover se puso en contacto con él y le dijo que el bajista LoMenzo se iba a marchar de la banda y que "si alguna vez hubo un momento para que Dave y él hablasen, era ese momento".

### Thirteen(2010-2012)

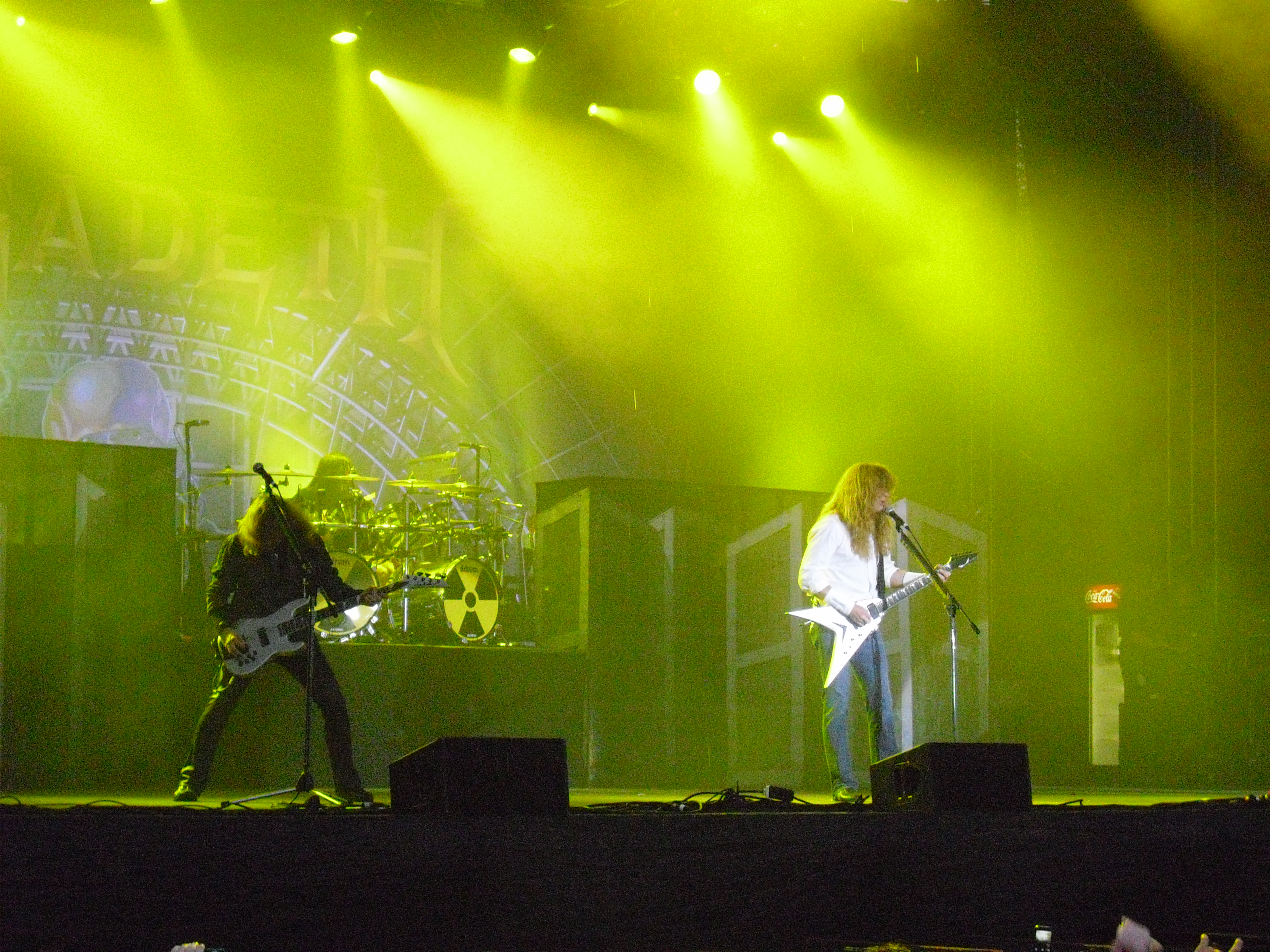
David Ellefson y Dave Mustaine en un concierto en el Norway Rock Festival de julio de 2010.

Megadeth, junto con Metallica, Slayer y Anthrax, conocidos como los «cuatro grandes» del thrash metal, decidieron hacer una gira conjunta a mediados de 2010. Los conciertos formaron parte del Sonisphere Festival y se llevaron a cabo en diversos países europeos. La actuación de Sofía, Bulgaria, se filmó y se publicó en formato vídeo bajo el título de The Big Four: Live from Sofia, Bulgaria. Los conciertos se trasladaron el año siguiente a los Estados Unidos.
El primero de ellos tuvo lugar en Indio, California, y en principio era el único que iban a hacer, aunque poco después se cerró otro concierto en el Yankee Stadium de Nueva York.
En julio de 2010, después de los conciertos europeos del big four, Megadeth y Slayer comenzaron la gira conjunta American Carnage Tour. En estos conciertos Megadeth tocaba íntegramente el disco Rust in Peace, mientras que Slayer tocaba su disco Seasons in the Abyss, ambos publicados en 1990. De aquí en adelante, Vic Rattlehead, la mascota de la banda, comenzó a parecer en los conciertos para ayudar al concepto visual de las actuaciones en vivo de Megadeth. Poco después, ambas agrupaciones tocaron junto a Anthrax en el Jägermeister Music Tour de finales de 2010.
En el último concierto de la gira, Kerry King tocó junto a Megadeth en el Gibson Amphitheatre de Hollywood en la canción «Rattlehead», siendo la primera actuación de King con Megadeth desde 1984. Megadeth y Slayer volvieron juntos a los escenarios para el European Carnage Tour entre marzo y abril de 2011. Megadeth también actuó como cabeza de cartel en el Rockstar Mayhem Festival en julio y agosto de ese mismo año.
En septiembre, publicaron el DVD Rust In Peace Live, grabado en el Hollywood Palladium de Los Ángeles. A finales de ese mes, Megadeth publicó «Sudden Death» como parte de la banda sonora de Guitar Hero: Warriors of Rock. El encargo vino directamente de la franquicia de Guitar Hero y pidieron una canción que tuviese letras oscuras y varios solos de guitarra. El tema recibió una nominación como mejor mejor interpretación de metal en los premios Grammy de 2011.
Megadeth comenzó a trabajar en su decimotercer álbum de estudio en su estudio Vic's Garage junto al productor Johnny K, debido a que Andy Sneap, quien había producido sus dos anteriores trabajos, no estaba disponible. El título del disco sería Thirteen y contiene canciones inéditas como «Sudden Death» y «Never Dead». Se publicó en noviembre de 2011 y llegó al puesto número once de la lista Billboard 200 estadounidense; el primer sencillo «Public Enemy No. 1» recibió una nominación al Grammy como mejor interpretación de hard rock/metal, que perdieron ante la canción «White Limo» de Foo Fighters. Poco después del lanzamiento del disco, Dave Mustaine comentó que después de cuatro años de parón, volvería Gigantour a comienzos de 2012. Junto a ellos tocaron Motörhead, Volbeat y Lacuna Coil. tras finalizar Gigantour, en mayo de 2012, Rob Zombie y Megadeth hicieron una gira conjunta de nueve conciertos por los estados Unidos en mayo de 2012.

### Super Collider(2013-2014)
En diciembre de 2012, Megadeth comenzó a subir adelantos en su cuenta de YouTube (de no más de minuto y medio), en donde se apreciaron fragmentos de lo que sería el nuevo disco, que en palabras propías de David Ellefson, sonaba como al Megadeth de la época "Killing Is My Business... And Business Is Good!"
En febrero de 2013, Megadeth revela el nombre de su nuevo disco que tendría previsto su lanzamiento en junio de 2013. Con el lanzamiento de este álbum, Megadeth se alejaría un poco del thrash metal, como Mustaine dijo: '' Megadeth no es thrash si no solo Megadeth'' El nombre del nuevo disco fue anunciado bajo el nombre de Super Collider. El 24 de abril Megadeth publicó a través de Internet la canción Super Collider, y en su página de Internet se podían apreciar 30 segundos de Don't Turn Your Back. El 18 de mayo se revela una canción más: Kingmaker, la cual generó demasiada polémica en el mundo del Metal, por su inmenso parecido a "Children of the Grave" de Black Sabbath. Finalmente, Kingmaker sería añadida al setlist de la banda, durante su estancia en Europa en el verano de 2013, poco antes de que fuera lanzado el nuevo álbum.
Super Collider finalmente fue lanzado 4 de junio a través del sello discográfico de Mustaine (Tradecraft), distribuido a través de Universal Music Group tras finalizar el contrato de la banda con Roadrunner Records. Este álbum llegó al número 6 en Estados Unidos, como también al número 7 en Argentina y Noruega, mientras que en Canadá y Finlandia alcanzó el puesto número 4.
Como parte de la promoción del nuevo álbum, la banda se presentó en el Gigantour con  Black Label Society, Device, Hellyeah y Newsted. Al final del festival Megadeth se presentó con el bajista Jason Newsted interpretando "Phantom Lord", canción original de Metallica escrito por Mustaine cuando era integrante oficial.
En otoño de 2013, Megadeth fue parte del Maiden England Tour de Iron Maiden (donde se recordó la época del aclamado disco de Iron Maiden "Seventh Son of a Seventh Son") en Estados Unidos. El 13 de septiembre Megadeth se presentó como coestelar en el evento llamado The Battle of San Bernardino, en el San Manuel Amphitheater, en California, junto a más bandas como lo son Iron Maiden, Megadeth, Anthrax, Testament, Sabaton y Overkill. Dicho evento es considerado como uno de los más prometedores en el año. Posteriormente al Maiden England Tour, Megadeth nuevamente fue telonero de otra banda: Black Sabbath, haciendo un importante recorrido por Sudamérica, en donde hicieron escala en países como Perú, Chile, Argentina, Brasil, Colombia, Costa Rica y México, en donde fue la última fecha de dicho Tour, el 26 de octubre en el Foro Sol.

### Dystopia(2014-2018)
En 2014, Megadeth fue programado para tocar en el Soundwave Festival en Australia, pero se retiraron debido a un desacuerdo con el promotor de la gira A.J. Maddah con respecto a su actuación con Jason Newsted. Icon, una compilación de 11 canciones durante la era con Capitol Records, fue lanzado como parte de la serie "Icon" de Universal Music en febrero. El grupo canceló su presentación en Tel Aviv en agosto de 2014 por razones de seguridad a causa de los conflictos armados entre Gaza e Israel.
En noviembre de 2014, Chris Broderick y Shawn Drover anunciaron su salida de la banda.[cita requerida]
El 28 de marzo de 2015 se anuncia que el baterista de Lamb of God, Chris Adler, se une como baterista de estudio, de esta manera su trabajo solo será grabar el nuevo disco de la banda, para luego anunciar el 2 de abril del mismo año, que el guitarrista brasileño Kiko Loureiro (Angra) se integra oficialmente a la banda. No obstante, Chris Adler aparece en la foto oficial de la banda y ha participado en un concierto hasta el momento, demostrando que se ha integrado como miembro oficial pero no permanente de Megadeth.
El 2 de octubre de 2015, en su página oficial se reveló la carátula del álbum, así como la fecha de lanzamiento del mismo que estaba prevista para el 22 de enero de 2016.
Dystopia ha recibido una críticas muy buenas por parte de los fanes de la banda, alegando un retorno a los sonidos clásicos de Megadeth, aparte de un muy buen recibimiento por parte de los fanes con los nuevos integrantes (Loureiro y Adler). Debutó en número tres en la tabla The Billboard 200, convirtiendo a Dystopia en el segundo álbum de la banda que más alto ha llegado en esta lista, detrás de Countdown to Extinction, que alcanzó el puesto número dos en 1992.[cita requerida]
El 21 de mayo de 2016 muere otro exmiembro de Megadeth, el baterista Nick Menza, que se encontraba en un show con su nueva banda OHM en el local Baked Potato de California. De repente, frente a un gran número de fanáticos, sufrió un paro cardíaco mientras el grupo tocaba su tercera canción. Su muerte fue a las 4 de la mañana.
Dave Mustaine, manifestó su sorpresa por el fallecimiento de quien fue su compañero entre 1989 y 1998 y en 2005. Dave publicó lo siguiente en su cuenta de Twitter:

DIGANME QUE NO ES CIERTO! Me desperté a las 4 AM para escuchar que Nick Menza falleció el 21/5 tocando la batería con OHM en el Baked Potato. #nickmenzarip.

Asimismo Marty Friedman, exguitarrista del grupo, escribió en Facebook:

Todos sabemos el gran y único baterista que era Nick Menza, pero él también era un amigo de confianza, un compañero de banda hilarante, así como un padre muy cariñoso.

Megadeth continuó a mediados de 2016 su Dystopia World Tour, que ya había iniciado en 2015 antes del lanzamiento del disco, durante esa etapa la banda contó con Tony Laureano en la batería (técnico de baterías de Megadeth). Para el inicio del tour en 2016 Megadeth contó con Chris Adler en la batería que se fue alternando con Laureano cuando Adler no podía tocar (por su compromiso en la gira de Lamb of God), sin embargo durante finales del mes de mayo la banda empezó a tocar con el baterista de la banda sueca Soilwork Dirk Verbeuren.
Dave Mustaine dijo en una rueda de prensa en julio que la participación de Chris Adler con Megadeth había finalizado, poco después el mismo Adler reveló que decidió poner punto final a su relación con Megadeth ya que le era difícil tocar en 2 bandas a la vez pero que no había tenido ningún tipo de problemas con el resto de la banda, también mencionó que él fue quien le presentó a Dirk Verbeuren a la banda, algo que el propio Mustaine le agradeció a Adler. Al poco tiempo de la integración del nuevo baterista (en ese momento solo como baterista de gira) la banda anunció que Dirk Verbeuren era el nuevo baterista a tiempo completo de Megadeth.
En 2017, después de doce nominaciones, Megadeth ganó el Grammy en la categoría de Mejor Interpretación de Metal, por la canción «Dystopia». Megadeth se impuso a Baroness, Gojira, Korn y Periphery.

### The Sick, the Dying... and the Dead!, expulsión de David Ellefson y salida de Kiko Loureiro (2018-presente)
Desde finales de 2018, Megadeth comenzó a grabar su decimosexto álbum de estudio. En julio de 2021, Mustaine reveló el título del álbum: The Sick, the Dying... and the Dead!
En junio del 2021, se reveló una acusación hacia David Ellefson donde se detallaba conversaciones y videos con contenido íntimo entre David y una fan durante el año 2018, pese a que David manifestó que la fan ya era mayor de edad en aquel entonces, muchas fueron las críticas a tal punto que Dave Mustaine tomó la decisión de expulsarlo de la banda y al mismo tiempo reveló que un nuevo bajista re grabaría las pistas de bajo del nuevo álbum que ya había grabado Ellefson. Ésta sería la segunda vez que David abandonaría la banda; la primera vez fue en el 2002 cuando Mustaine decidió disolver la banda por su lesión en el brazo, y posteriormente no llegó a un acuerdo económico con Mustaine, que acabaría en una demanda que terminó ganando Dave Mustaine. En el mes de agosto se confirmó que el nuevo bajista para la gira "Metal Tour of The Year" del 2021 sería James LoMenzo quien fuese bajista de Megadeth entre el 2006 al 2010, grabando 2 discos con la banda. Sin embargo, James no fue el bajista que regrabó el álbum, siendo el encargado de esta tarea el bajista Steve DiGiorgio.
. En mayo de 2022, se confirmó que James LoMenzo sería miembro permanente de la banda.

The Sick, the Dying... and the Dead! fue lanzado el 2 de septiembre de 2022.
En septiembre del 2023, el guitarrista Kiko Loureiro decidió ausentarse de la gira The Crush World Tour para enfocarse de lleno a su familia con quien recientemente había tenido 2 hijos gemelos, en un principio sólo se anunció que estaría ausente un tiempo y fue re emplazado temporalmente por el guitarrista de origen finlandés, Teemu Mantysaari. Sin embargo el día 19 de noviembre del 2023 el mismo Loureiro reveló en un comunicado que extendería su ausencia en la banda y que decidió dejar vacante su puesto ya que no quiere que las actividades de la banda se vean afectadas por su ausencia.
Desde la reunión en febrero con Marty Friedman y el posterior re encuentro con este en el festival Wacken Open se ha especulado con el retorno del mismo a Megadeth, eso sumado a unos misteriosos anuncios hechos por Dave Mustaine días posteriores a la reunión con Friedman. Por ahora la banda continúa con el guitarrista finlandés hasta un receso para calmar las aguas en la banda.
A mediados de agosto del 2024, Megadeth confirmó a través de un comunicado en sus redes sociales que oficialmente Kiko Loureiro dejaba la banda de manera amistosa para centrarse en su carrera solista, y al mismo tiempo confirmaban a Teemu Mantysaari como nuevo guitarrista a tiempo completo de Megadeth.

### The End Is Near (2025-2026)
El 14 de agosto a través de una publicación en Instagram Vic Rattlehead, la mascota de la banda, anunció que se lanzará un último álbum de estudio y una última gira mundial de despedida, seguidamente Dave Mustaine comunicó lo siguiente:
"La mayoría no logra retirarse en sus propios términos y en la cima, y ese es el punto en el que me encuentro en mi vida ahora mismo. He viajado por el mundo y he ganado millones y millones de fans, y lo más difícil de todo esto es despedirme de ellos. No se enojen, no se entristezcan, estén felices por nosotros, vengan a celebrar conmigo estos próximos años. Hemos hecho algo juntos que es realmente maravilloso y probablemente nunca volverá a suceder. Iniciamos un estilo musical, iniciamos una revolución, cambiamos el mundo de la guitarra y cómo se toca, y cambiamos el mundo. Las bandas en las que he tocado han influido en el mundo. Los amo a todos por eso. Gracias por todo".

## Controversia

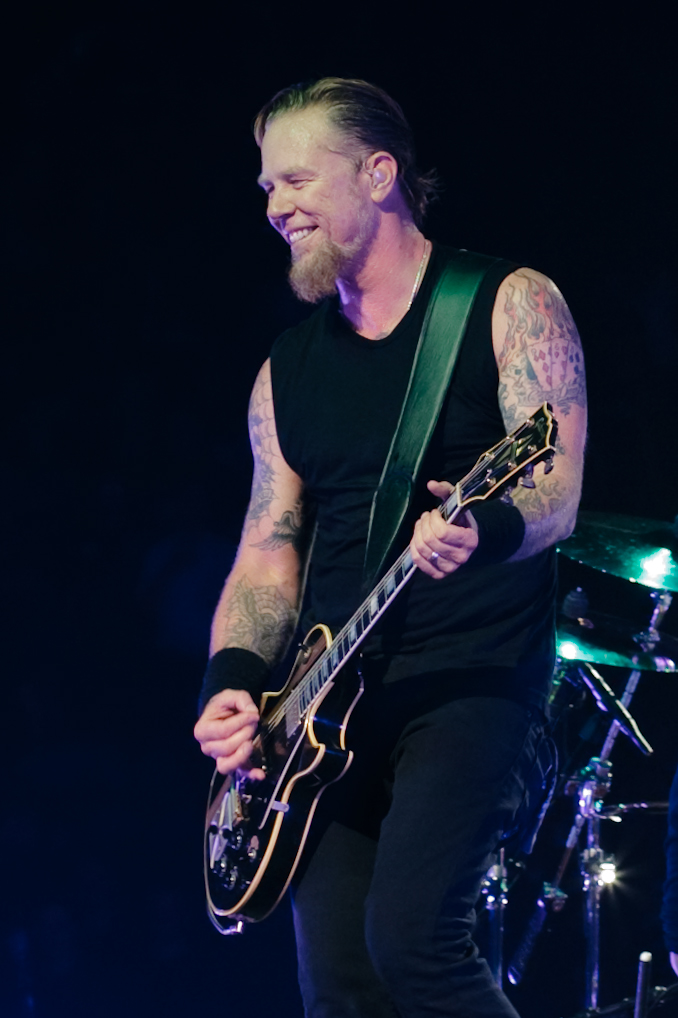
James Hetfield, vocalista y guitarrista rítmico de Metallica.

Mustaine ha hecho numerosas declaraciones incendiarias a la prensa, con frecuencia relacionadas con sus antiguos compañeros en Metallica. Esta enemistad se remonta a cómo se produjo su expulsión de Metallica y a diferencias referentes a su acreditación como compositor en diversas canciones de la banda.
Mustaine expresó su enfado en el documental Some Kind of Monster, en una escena de la que más tarde desaprobó la manera en que fue, según él, erróneamente caracterizado, y que no representó de manera fiel todo lo que tuvo lugar durante aquella reunión.
Mustaine fue acusado de dedicar una canción a la banda terrorista IRA, en un concierto en Irlanda del Norte, por lo que la banda tuvo que solicitar los servicios de un autobús blindado para el resto de la gira allí y en la República de Irlanda. Mustaine alegó que había sido engañado por unos vendedores de camisetas reivindicativas.
En 2004, después de reformar el grupo, Mustaine dijo que no tocarían nunca más en directo ciertas canciones por ser anticristianas, pues Mustaine ha dejado en claro, que ha tenido cambios y ahora es un cristiano converso.
Mustaine también estuvo a punto de cancelar conciertos en Grecia e Israel con bandas como Rotting Christ o Dissection debido a sus manifiestos anticristianos, lo que provocó la cancelación de dichos conciertos por las bandas afectadas.

## Legado
Con más de 38 millones de álbumes vendidos alrededor del mundo, nueve álbumes en los top 40 (incluyendo que 6 de ellos son del top 10), más de 18 canciones en el top 40 de Mainstream Rock singles y doce nominaciones a premios Grammy, Megadeth continúa siendo una de las bandas más exitosas de metal de todos los tiempos.
Como una de las formaciones pioneras del thrash metal, Megadeth ayudó a formalizar el metal extremo, movimiento que surgió entre finales de los años '80 y principios de los '90, siendo citado a menudo como influencia por bandas nuevas del metal, incluyendo Pantera, Arch Enemy, Lamb of God, o In Flames.
Peace Sells... But Who's Buying? es considerado una pieza clave en la historia del thrash metal, siendo citado por muchos como uno de los álbumes más importantes de la historia del thrash metal, y ciertamente uno de los pocos álbumes que definen verdaderamente el thrash.
En 2004 la revista Guitar World incluyó a Dave Mustaine y Marty Friedman juntos en el puesto #19 dentro de su lista de mejores guitarristas de todos los tiempos.
En mayo de 2006, VH1 catalogó a "Peace Sells" en el puesto #11 como una de las mejores canciones de metal de todos los tiempos.
"Megadeth, Arizona" es considerado uno de los primeros sitios webs públicos. El sitio estuvo en línea desde 1994, cuando en general la mayoría de las personas no tenían conocimiento alguno acerca de qué era internet.
En 2012 la revista "Guitar World" por medio de su página web, organizó un concurso de los mejores guitarristas de todos los tiempos en el cual los fanáticos decidían por medio de votos. Chris Broderick se ubicó en el puesto #78 mientras que, Mustaine quedó ubicado en el puesto #12 entre los mejores guitarristas de todos los tiempos superando a guitarristas como Angus Young, Kirk Hammet, Slash, entre otros.

### Cultura popular
Megadeth ha aparecido en muchas películas y programas de televisión, incluyendo Mad About You, The Drew Carey Show, The X-Files y Duck Dodgers; en este último la banda aparece caricaturizada tocando la canción "Back In The Day" en uno de los episodios de 2005 titulado "In Space, Nobody Can Hear You Rock" (En el espacio, nadie puede oírte rockear).
La banda virtual de metal Dethklok tiene una imagen muy parecida a las de Megadeth en uno de sus álbumes. Además Megadeth es mencionado en la película El mundo de Wayne 2, donde Honey Hornee (Kim Basinger) pregunta a Garth (Dana Carvey): "¿No amas la música?", a lo que Garth responde: "¿Conoces Megadeth?".
En la película de 1996 The Van se incluye una escena donde los dueños esperan a la salida de un concierto de Megadeth donde se está vendiendo comida rápida. La banda también es mencionada en el filme de 1991 Bill & Ted's Bogus Journey, cuando los personajes Bill y Ted están en el infierno; Bill le dice a Ted: "Ted, sabes que si yo muero puedes tener mi colección de Megadeth". En la película Escuela de rock, Jack Black es llamado "Maggot Death" en referencia a Megadeth.
Megadeth aparece en los tracks list de las películas Shocker, Bill & Ted's Bogus Journey, Last Action Hero, Tales from the Crypt Presents: Demon Knight, Super Mario Bros, y Universal Soldier: The Return. Además la música de la banda ha aparecido en muchos videojuegos, como Ultimate Fighting Championship y Duke Nukem 3D. Un ejemplo de ello es que la canción "Peace Sells" aparece en la estación de radio virtual V-Rock del juego Grand Theft Auto: Vice City, así como en el vídeo del juego de 2003 True Crime: Streets of LA. "Symphony of Destruction" aparece en los juegos de PlayStation 2 Guitar Hero, WWE SmackDown! vs. RAW y Flatout 2.
Una versión de "Hangar 18" aparece en el juego Guitar Hero II. Además, Mustaine escribió la canción "Gears of War" inspirada en el juego de Xbox 360 del mismo nombre, canción que aparece en su álbum United Abominations.
En la película de El cabo del miedo en la habitación de la chica se puede ver también un póster de Megadeth.
En el videojuego Rock Band se puede descargar la canción "Sleepwalker" aparte del disco "Peace sells... but who's buying?" aunque el disco no está completo, ya que falta el tema "Peace Sells", que es parte del setlist de Rock Band 2.
También celebrando los 20 años de Rust In Peace, el álbum puede ser descargado para Rock Band.
En la película de Toy Story, cuando Buzz y Woody quedan atrapados en la casa de Sid Phillips, al percatarse Sid de que está lloviendo, detrás de él se puede ver un póster que dice "MEGADORK" en alusión a Megadeth.
En el filme Islandés escrito y dirigido por Ragnar Bragason titulado "Metalhead" o Málmhaus en su idioma nativo finaliza con la canción Symphony Of Destruction de fondo.
En el videojuego Tap Tap Revenge 3 creado por la empresa Tapulous, Inc. se puede comprar y descargar 2 canciones por $00.99: Peace Sells Y Wake Up Dead.
Megadeth compuso el tema principal del videojuego NeverDead, titulado Never Dead, que fue incluido dentro del álbum TH1RT3EN.
También Megadeth compuso el tema principal de videojuego de 1996 Duke Nukem 3D que fue agregado como bonus track en el disco Risk.

## Miembros

### Miembros actuales
- Dave Mustaine: Voz, guitarra (1983-2002, 2004-presente)
- James LoMenzo: Bajo (2006-2010, 2021-presente)
- Dirk Verbeuren: Batería (2016-presente)
- Teemu Mäntysaari: guitarra líder (2023-presente)

### Miembros anteriores
- David Ellefson: Bajo (1983-2002, 2010-2021)
- Greg Handevidt: Guitarra (1983-1985)
- Kerry King - Guitarra (1983)
- Lawrence Kane: Voz (1983)
- Lee Rausch - Batería (1983)
- Dijon Carruthers - Batería (1983)
- Chris Poland - Guitarra (1984-1987, 1990) (2004, sesión)
- Gar Samuelson † - Batería (1984-1987)
- Chuck Behler - Batería (1987-1989)
- Jeff Young - Guitarra (1987-1989)
- Nick Menza † - Batería (1989-1998, 2004)
- Marty Friedman: Guitarra (1990-2000)
- Jimmy DeGrasso - Batería (1998-2002)
- Al Pitrelli - Guitarra (2000-2002)
- James MacDonough - Bajo (2004-2006)
- Glen Drover - Guitarra (2004-2008)
- Shawn Drover - Batería (2004-2014)
- Chris Broderick - Guitarra (2008-2014)
- Chris Adler - Batería (2015-2016)
- Kiko Loureiro - Guitarra (2015-2023)

### Miembros de apoyo
- Jimmie Lee Sloas - Bajo (2004, sesión)
- Vinnie Colaiuta - Batería (2004, sesión)

### Miembros de gira
- Mike Albert Guitarra (1986)
- Jay Reynolds Guitarra (1987)
- Tony Laureano Batería (2015)
- Chris Adler Batería (2015-2016)

## Discografía

### Álbumes de estudio
| Año  | Título                                          | Discográfica                   |
| 1985 | Killing Is My Business... And Business Is Good! | Combat Records                 |
| 1986 | Peace Sells... But Who's Buying?                | Capitol Records/Combat Records |
| 1988 | So Far, So Good... So What!                     | Capitol Records                |
| 1990 | Rust in Peace                                   | Capitol Records                |
| 1992 | Countdown to Extinction                         | Capitol Records                |
| 1994 | Youthanasia                                     | Capitol Records                |
| 1997 | Cryptic Writings                                | Capitol Records                |
| 1999 | Risk                                            | Capitol Records                |
| 2001 | The World Needs a Hero                          | Sanctuary Records              |
| 2004 | The System Has Failed                           | Sanctuary Records              |
| 2007 | United Abominations                             | Roadrunner Records             |
| 2009 | Endgame                                         | Roadrunner Records             |
| 2011 | TH1RT3EN                                        | Roadrunner Records             |
| 2013 | Super Collider                                  | Universal Music Group          |
| 2016 | Dystopia                                        | Universal Music Group          |
| 2022 | The Sick, the Dying... and the Dead!            | Universal Music Group          |

### Álbumes en vivo
| Año  | Título                                  |
| 2002 | Rude Awakening                          |
| 2007 | That One Night: Live in Buenos Aires    |
| 2010 | Rust In Peace Live                      |
| 2010 | The Big Four: Live from Sofia, Bulgaria |
| 2013 | Countdown to Extinction: Live           |
| 2021 | Unplugeed in Boston: Live 2001          |
| 2021 | A Night in Buenos Aires: Live           |

### Álbumes recopilatorios
| Año  | Título                                 |
| 2000 | Capitol Punishment: The Megadeth Years |
| 2002 | Still Alive... and Well?               |
| 2005 | Greatest Hits: Back to the Start       |
| 2007 | Warchest                               |
| 2008 | Anthology: Set the World Afire         |
| 2019 | Warheads On Foreheads                  |

### EP
| Año  | Título           |
| 1991 | Maximum Megadeth |
| 1995 | Hidden Treasures |
| 1997 | Live Trax        |
| 1998 | Live Trax II     |

## Premios y nominaciones
| Premiación                      | Año  | Nominación                    | Categoría                                | Resultado |
| ------------------------------- | ---- | ----------------------------- | ---------------------------------------- | --------- |
| Premios Genesis                 | 1993 | Megadeth                      | Doris Day Music Award                    | Ganador   |
| Premios Grammy                  | 1990 | Rust in Peace                 | Mejor interpretación de metal            | Nominado  |
| Premios Grammy                  | 1991 | "Hangar 18"                   | Mejor interpretación de metal            | Nominado  |
| Premios Grammy                  | 1992 | Countdown to Extinction       | Mejor interpretación de metal            | Nominado  |
| Premios Grammy                  | 1993 | "Angry Again"                 | Mejor interpretación de metal            | Nominado  |
| Premios Grammy                  | 1994 | "99 Ways to Die"              | Mejor interpretación de metal            | Nominado  |
| Premios Grammy                  | 1995 | "Paranoid"                    | Mejor interpretación de metal            | Nominado  |
| Premios Grammy                  | 1997 | "Trust"                       | Mejor interpretación de metal            | Nominado  |
| Premios Grammy                  | 2010 | "Head Crusher"                | Mejor interpretación de metal            | Nominado  |
| Premios Grammy                  | 2011 | "Sudden Death"                | Mejor interpretación de metal            | Nominado  |
| Premios Grammy                  | 2012 | "Public Enemy No.1"           | Mejor interpretación de hard rock/metal  | Nominado  |
| Premios Grammy                  | 2013 | "Whose Life (Is It Anyways?)" | Mejor interpretación de hard rock/metal  | Nominado  |
| Premios Grammy                  | 2017 | "Dystopia"                    | Mejor interpretación de metal            | Ganador   |
| Premios Grammy                  | 2023 | "We'll Be Back"               | Mejor interpretación de metal            | Nominado  |
| Metal Hammer Golden Gods Awards | 2007 | Dave Mustaine                 | Señor de los Riff (Riff Lord)            | Nominado  |
| Metal Hammer Golden Gods Awards | 2008 | Dave Mustaine                 | Señor de los Riff (Riff Lord)            | Ganador   |
| Metal Hammer Golden Gods Awards | 2008 | Megadeth                      | Mejor banda en vivo                      | Nominado  |
| Metal Hammer Golden Gods Awards | 2015 | Dave Mustaine                 | The Golden God                           | Ganador   |
| Revolver Golden Gods Awards     | 2009 | Dave Mustaine                 | Dios de Oro (Golden God)                 | Ganador   |
| Revolver Music Awards           | 2016 | Chris Adler                   | Mejor baterista (Megadeth & Lamb Of God) | Ganador   |
| Revolver Music Awards           | 2016 | Dave Mustaine & Kiko Loureiro | Mejor guitarrista                        | Ganador   |
| Revolver Music Awards           | 2016 | Dave Mustaine                 | Carrera musical (Lifetime achievement)   | Ganador   |
| Revolver Music Awards           | 2016 | The Threat Is Real            | Mejor canción                            | Nominado  |
| Revolver Music Awards           | 2016 | Dystopia                      | Mejor álbum                              | Ganador   |

## Giras musicales
| Año       | Título                                         |
| 1985      | Killing is My Business Tour                    |
| 1986-1987 | Wake Up Dead Tour                              |
| 1987-1988 | So Far, So Good... So What Tour                |
| 1990-1991 | Rust In Peace Tour                             |
| 1992-1993 | Countdown To Extinction Tour                   |
| 1994-1995 | Youthanasia World Tour                         |
| 1997-1998 | Cryptic Writings World Tour                    |
| 1999-2000 | Risk Tour                                      |
| 2001      | The World Needs A Hero Tour                    |
| 2004-2006 | The System Has Failed World Tour               |
| 2007-2008 | United Abominations World Tour                 |
| 2009-2010 | Endgame World Tour                             |
| 2011-2012 | TH1RT3EN World Tour                            |
| 2013-2014 | Super Collider World Tour                      |
| 2015-2022 | Dystopia World Tour                            |
| 2022-     | The Sick,The Dying... And The Death World Tour |